# Sophronica nigritosuturalis
Sophronica nigritosuturalis là một loài bọ cánh cứng trong họ Cerambycidae.